# دانيال بي. شابيرو
دانيال بي. شابيرو (بالإنجليزية: Daniel B. Shapiro)‏ هو دبلوماسي أمريكي وسفير سابق للولايات المتحدة الأمريكية لدى إسرائيل ولد في 1 أغسطس 1969 في تشامبيغن في الولايات المتحدة. تم ترشيحه من قبل الرئيس باراك أوباما في 29 مارس 2011، وأكده مجلس الشيوخ في 29 مايو،   أدى اليمين الدستورية كسفير من قبل وزيرة الخارجية هيلاري كلينتون في 8 يوليو 2011. شغل سابقًا منصب المدير الأول لمنطقة الشرق الأوسط وشمال إفريقيا في مجلس الأمن القومي للولايات المتحدة. بصفته أحد المعينين السياسيين لإدارة أوباما، أُمر شابيرو في 5 يناير 2017 بالاستقالة عند تنصيب الرئيس دونالد ترامب 